# سد تكزه
سد تـِكـِزِه أو تيكيزي Tekeze Hydro Power Dam، هو سد لتوليد الطاقة الكهربائية في مقاطعة تگراي بشمال إثيوپيا. وهو أعلى سد خرساني ثنائي الأقواس في أفريقيا، انتهى العمل فيه في 15 نوفمبر 2009 ليتفوق على سد في لسوتو. والسد مقام على نهر تكزه (أحد روافد النيل عبر عطبرة) في تگراي بأقصى شمال إثيوبيا لتوليد 300 ميجا واط من الطاقة الكهرومائية، تعمل إثيوبيا على تصديرها لدول الجوار. السد قام بإنشائه كونسوتيوم مكون من صينو هيدرو وشركة الصين الوطنية لمصادر المياه وهندسة الطاقة المائية وسور للإنشاءات بتكلفة 224 مليون دولار. وقد تم توقيع العقد في عام 2002، وبدأ في توليد الطاقة التي تدخل عن طريق شبكة الكهرباء الإثيوبية من محطة مكعيله.
وبالرغم من أن الغرض الرئيسي للسد ليس تخزين المياه، فهو يحتجز فقط 9.2 مليار م³، إلا أنه يحتجز الطمي من النهر المسئول بنسبة 40% من الطمي في نهر النيل الرئيسي بين عطبرة وأسوان. فنهر تكزه هو المسئول عن جلب أكثر من 3.5 كج طمي في المتر المكعب (م³) من الماء في متوسط سنوي. لتدفق نهر عطبرة قدرة تقدر ب 359 م³/ث (أي فيضان قدره 9.5 مليار م³/السنة)، بينما النيل الأزرق، المورد الآخر للطمي يجلب فقط 1 كج/م³ بتدفق 1,400 م³/ث.
الكهرباء الزائدة سيتم تصديرها إلى مدينة جيبوتي. والمياه المتجمعة في الخزان ستسخدم في كل من الصيد والزراعة.

## الغرض
كان غرض إثيوبيا هو العمل على بناء ثلاثة سدود لتوليد الطاقة الكهرومائية يصل إجمالي إنتاجها إلى 1155 ميگاوات، بتكلفة 1.4 مليار دولار أمريكي. السدان الآخران هما سد گيلگل گيبه 2 بقدرة 420 ميگاواط وسد بلس بقدرة 435 ميگاواط. وتم الانتهاء من المشروعات الثلاث في 2010. تقوم إثيوبيا الآن بتوليد 800 م.و. من أربع محطات للطاقة الكهرومائية للاستخدام المحلي.
وتهدف إثيوبيا للحصول على ملايين الدولارات بالعملة الأجنبية عن طريق تصدير الطاقة الكهربية إلى دول الجوار، كما قالت مصادر رسمية إثيوبية. وتهدف إثيوبيا إلى تصدير الطاقة الكهربية إلى دول الجوار مثل السودان، جيبوتي، وكنيا.

### عمل السد
سيقوم السد بتوليد الطاقة عن طريق مياه الأنهار المتدفقة في إثيوبيا، والجبال الشاهقة، والتي من المتوقع أن يصل اجمالي الطاقة المنتجة من تلك المياه إلى 1155 ميجاوات.

### الجانب السلبي من بناء السد
يصل ارتفاع سد تكزه إلى 188 متر (أعلى من سد المضائق الثلاث بعشرة أمتار)، وسوف يجلب السد المقام على نهر النيل العديد من المشكلات البيئية والاجتماعية والتي اكتشفت مؤخرا في سد المضائق الثلاث.
من المشاكل الشائعة عند بناء السدود الضخمة، التغيرات الهيدرولوجية، تهديد الثروة السمكية، وسوف يغير سد تكزه وجه المنطقة والتي تشكل أعمق أخدود في أفريقيا. كما سيعمل السد على زيادة الترسبات وغمر بعض المناطق المنخفضة بالمياه عند الفيضان. منذ بداية إنشاءه في عام 2008 حدثت بعض الانهيارات الأرضية في مناطق قريبة من المشروع وتحديدآ في شهر أبريل من عام 2008، مما حذى بالقائمين على المشروع إلى صرف مبالغ إضافية تقدر ب42 مليون دولار أمريكي لترميم وإصلاح تلك التصدعات.